# 日本萊茵今渡站
日本萊茵今渡站（日语：／ Nihonrainimawatari eki */?）是位於岐阜縣可兒市今渡，名古屋鐵道（名鐵）的廣見線車站。車站編號為HM05。

## 歷史
車站當初為名鐵今渡線的終點站，日本萊茵下遊的玄關口。
現時的車站大樓第3代，第1代車站大樓，已遷移至犬山市明治村博物館，成為「東京站」。第2代車站大樓是包含名鐵Pare（現時為Pare Marche）在內的綜合車站大廈之中。現時的車站大樓經重建後成為現時模樣。
- 1925年（大正14年）4月24日 - 名古屋鐵道今渡線犬山口站至今渡站之間開通，此站啟用，初時名為今渡站[2]。
- 1929年（昭和4年）1月22日 - 名古屋鐵道今渡線今渡站至廣見站（現時為新可兒站）之間開通。今渡線改名為廣見線。
- 1969年（昭和]4年）11月10日 - 車站改名為日本萊茵今渡站[3]。
- 1974年（昭和49年） - 第一代車站大樓遷移至明治村[3]。
- 1977年（昭和52年）
  - 1月26日 - 第二代車站大樓開始車站業務[3]。
  - 3月2日 - 車站大樓暨綜合車站大廈落成[3][4]。
- 2006年（平成18年）9月21日 - 第三代車站大樓竣工。成為無人車站和引入車站集中管理系統（日语：駅集中管理システム）。在同年內第二代車站大樓拆毀[3]。
- 2007年（平成19年）8月8日 - 車站可以使用交通儲值卡「Trans Pass（日语：トランパス (交通プリペイドカード)）」。
- 2011年（平成23年）2月11日 - 車站可以使用「manaca」IC卡。
- 2012年（平成24年）2月29日 - 車站不可使用交通儲值卡「Trans Pass」。

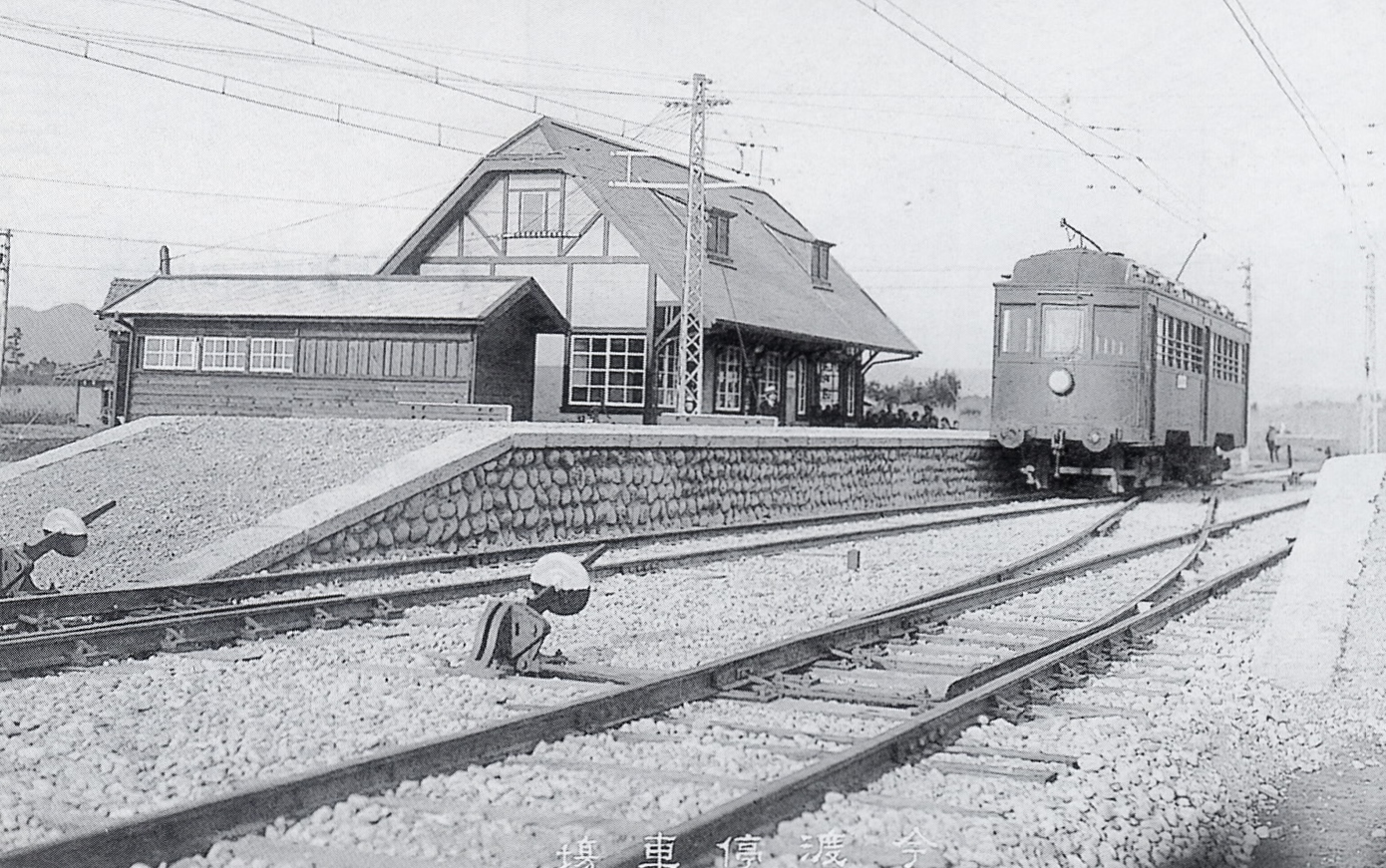
第1代車站大樓（1925年）
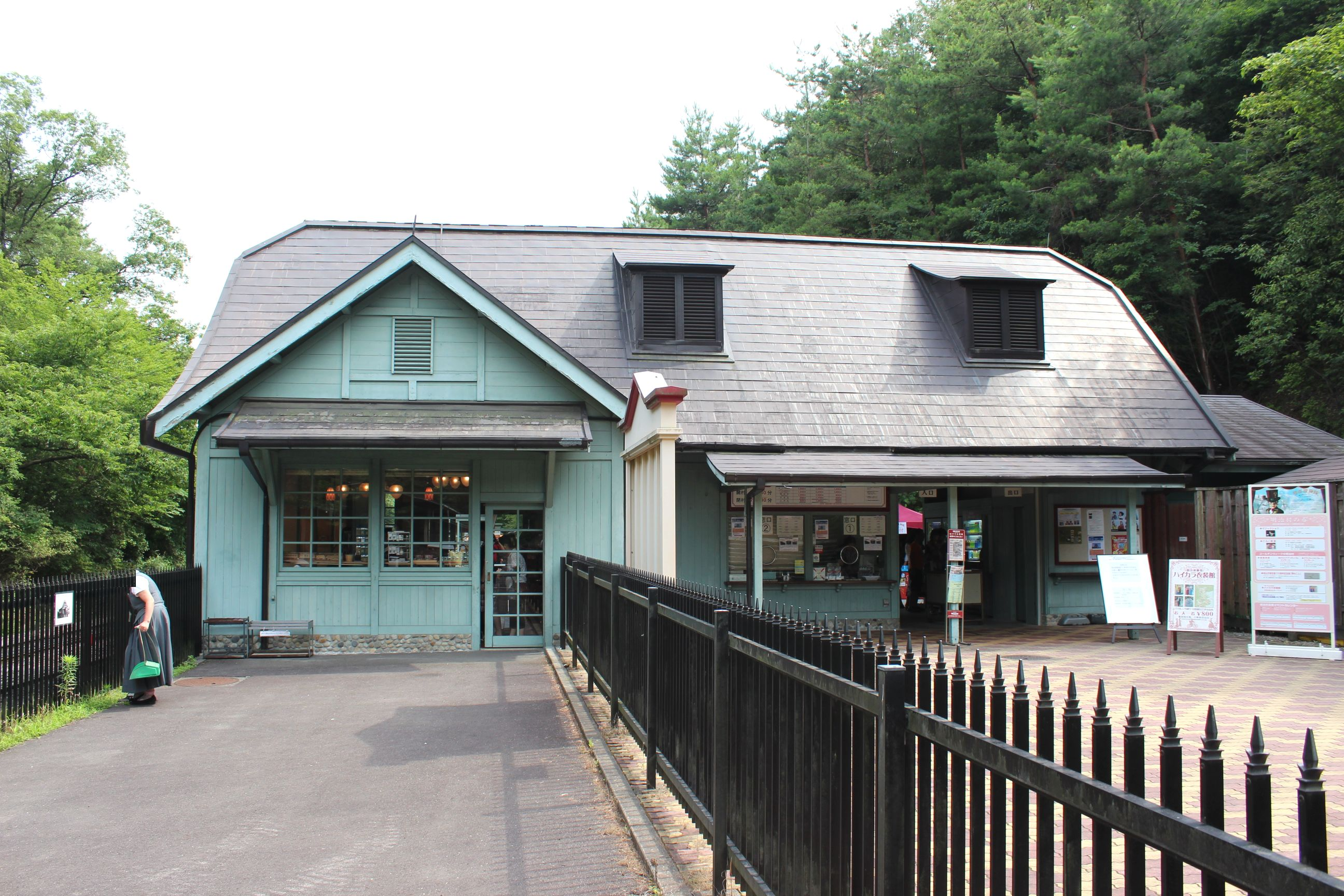
遷移至明治村的第1代車站大樓

## 車站構造
車站為地面車站，設有2面2線相對式月台。設有2個車站大樓，分別於各月台的東邊（新可兒一方），出入口連接幹線道路（前國道248號）路邊。各車站大樓設有兩台自動閘機，當中1台較寬，可容許輪椅通過。在第二代車站大樓時代，下行月台側邊設有前往車站大廈內的閘口，並設有行人隧道連接兩月台。
閘內沒有廁所。在閘外於新可兒、御嵩方向的月台側設有迴旋路。
| 月台 | 路線                   | 上下行 | 方向                               |
| ---- | ---------------------- | ------ | ---------------------------------- |
| 1    | 廣見線（犬山〜新可兒） | 下行   | 新可兒方向                         |
| 2    | 廣見線（犬山〜新可兒） | 上行   | 犬山、名鐵名古屋、中部國際機場方向 |

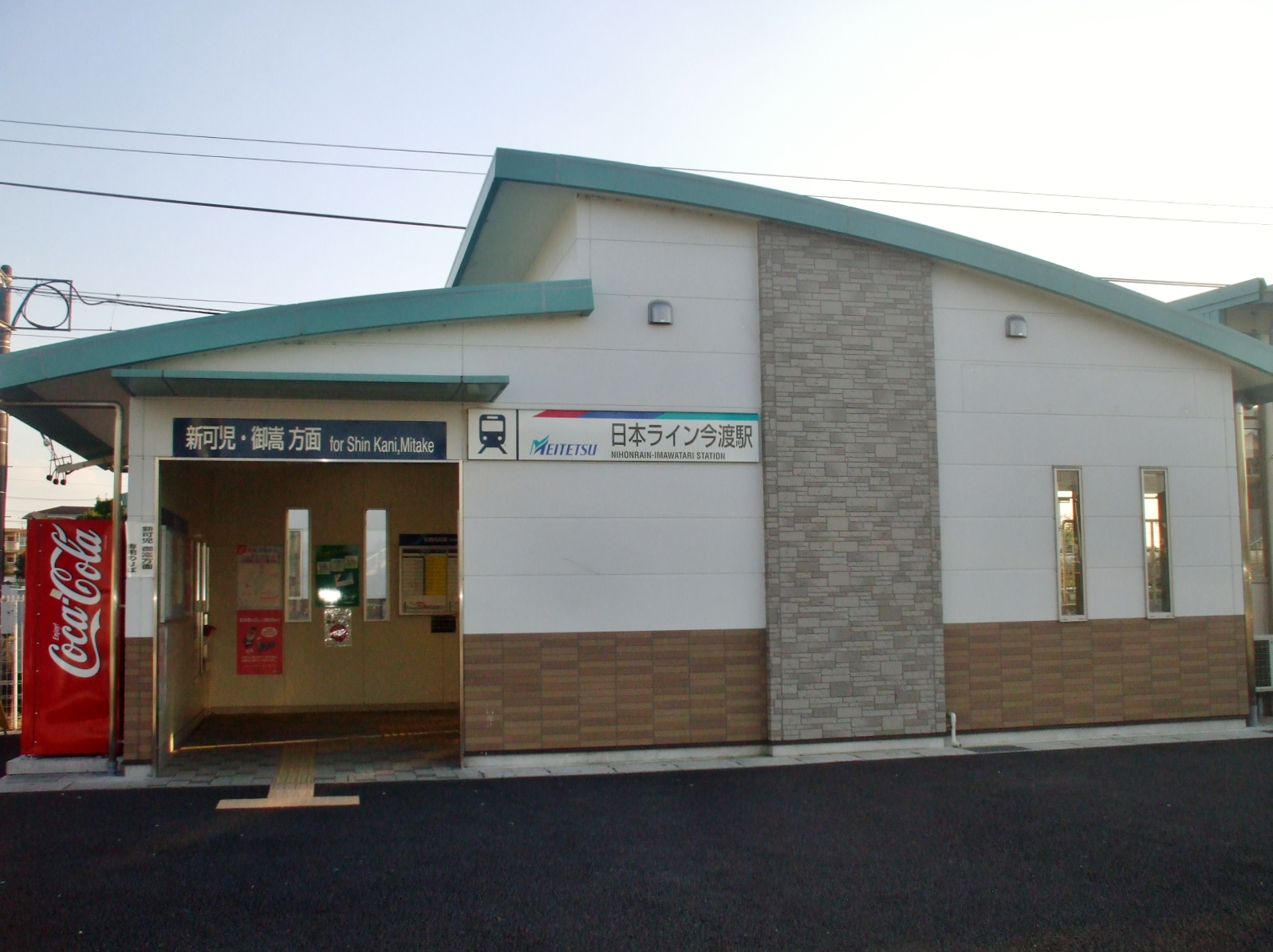
新可兒方向的車站大樓
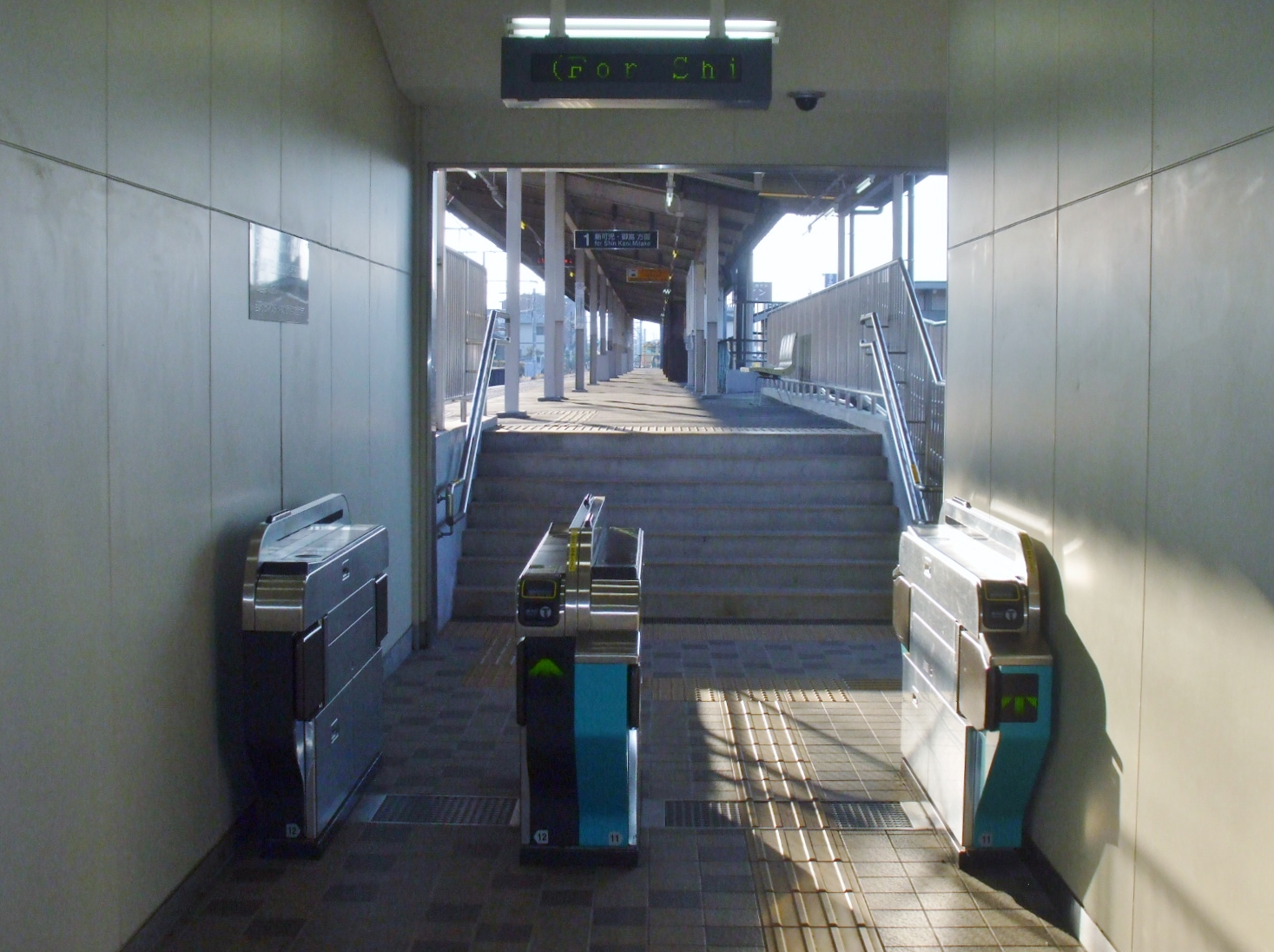
閘口（新可兒方向）

### 配線圖
| ← 犬山、 名古屋方向 | 日本萊茵今渡站 站内配線略圖 | → 新可兒方向 |
| 图例 参考文献：     |                             |              |

## 使用狀況
- 在中提及在2013年度，當時1日平均上下車人次為3,236人，在名鐵所有車站（275站）排名第133，廣見線（11站）中排名第4[9]。
- 在中提及在1992年度，當時1日平均上下車人次為4,382人，除岐阜市內線均一車費區間內各站（岐阜市內線、田神線、美濃町線徹明町站至琴塚站之間）外名鐵所有車站（342站）中排名第107，廣見線、八百津線（16站）中排名第4[10]。
- 根據「岐阜縣統計書」和「可兒市之統計」，在2017年度1日平均乘車人次為1,617人，以下為近年1日平均乘車人次的列表：

| 年度   | 1日平均 乘車人次 | 參考資料 |
| ------ | ---------------- | -------- |
| 2001年 | 1,694            | [ 11 ]   |
| 2002年 | 1,634            | [ 12 ]   |
| 2003年 | 1,558            | [ 13 ]   |
| 2004年 | 1,552            | [ 14 ]   |
| 2005年 | 1,573            | [ 15 ]   |
| 2006年 | 1,556            | [ 16 ]   |
| 2007年 | 1,548            | [ 17 ]   |
| 2008年 | 1,541            | [ 18 ]   |
| 2009年 | 1,458            | [ 19 ]   |
| 2010年 | 1,447            | [ 20 ]   |
| 2011年 | 1,489            | [ 21 ]   |
| 2012年 | 1,546            | [ 22 ]   |
| 2013年 | 1,606            | [ 23 ]   |
| 2014年 | 1,575            | [ 24 ]   |
| 2015年 | 1,626            | [ 25 ]   |
| 2016年 | 1,640            | [ 26 ]   |
| 2017年 | 1,617            |          |

## 車站周邊
- 今渡郵局
- 十六銀行（日语：十六銀行）今渡分店
- 羅森日本萊茵今渡站前店
- 可兒市立蘇南中學
- 可兒市立今渡北小學
- 名鐵資料館（日语：名鉄資料館）
- EDION（日语：エディオン）可兒今渡店
- 日本萊茵下遊美濃加茂乘船處
- 今渡地區中心
- 可兒市文化創造中心
- 可兒市福祉中心
- 國道248號（日语：国道248号）舊道
- 岐阜縣道84号土岐可兒線（日语：岐阜県道84号土岐可児線）
- 太田橋（日语：太田橋 (木曽川)）

此站南邊設有時租、日租停車場、停泊單車場。此站前經常設有東鐵的士等客。在2014年5月，名鐵西部交通的營業所廢止，的士業務由名鐵集團轉讓至東鐵集團。

## 巴士路線
- 可兒市社區巴士（日语：可児市コミュニティバス） - 只限星期一至六運行。
  - 西部線[27]
- 此站前曾經設有東鐵巴士巴士路線從JR美濃太田站至日本萊茵下遊乘船處，途經此站前。另外以有路線前往御嵩町方向。

## 相鄰車站
名古屋鐵道
  廣見線（犬山〜新可兒）
□μ-SKY、■特急、■普通
可兒川（HM04）－日本萊茵今渡（HM05）－新可兒（HM06）

## 外部連結
- 日本萊茵今渡 - 名古屋鐵道